# Accord de Tien-Tsin
Pour les articles homonymes, voir Traité de Tien-Tsin.
L’accord de Tientsin aussi appelée convention de Li-Fournier, conclu le 11 mai 1884, est un des « Traités inégaux », qui mit fin au conflit entre la France et la Chine pour la souveraineté sur le Tonkin (Nord-Est du Viêt Nam). Ce traité fut négocié par Li Hongzhang (李鸿章 / 李鴻章, Lǐ Hóngzhāng, autrefois orthographié « Li Hung Chang » ou « Li-Houng-Tchang ») représentant la Chine et le capitaine de vaisseau François Ernest Fournier représentant la France. Il prévoyait le retrait des troupes chinoises du Tonkin et des échanges commerciaux entre la France et la Chine, ainsi que la fixation d'une frontière entre la Chine et le Viêt Nam. S'ensuivra, le 9 juin 1885, le traité de Tianjin.

## Contexte

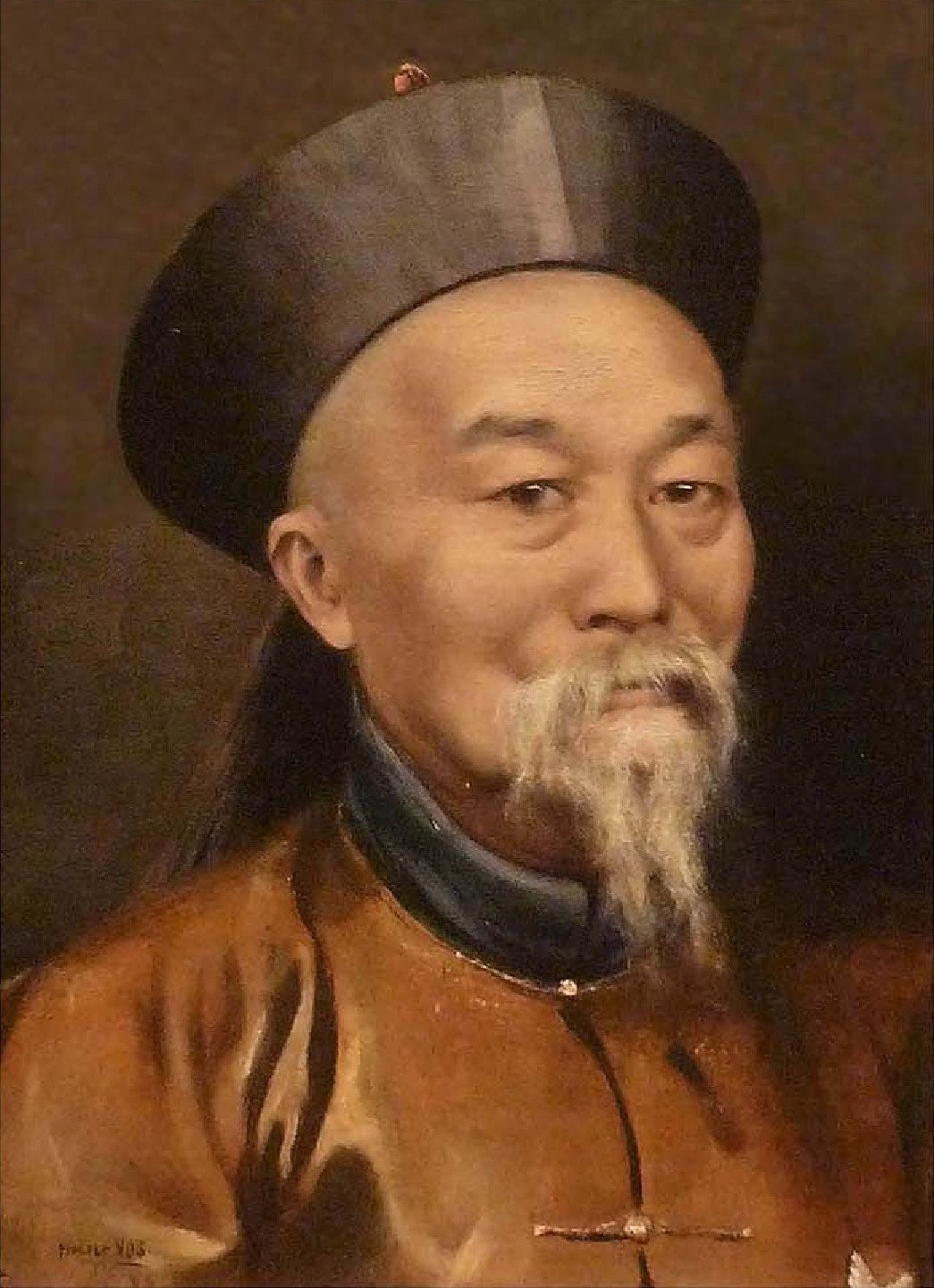
Li Hongzhang peint par Hubert Vos.

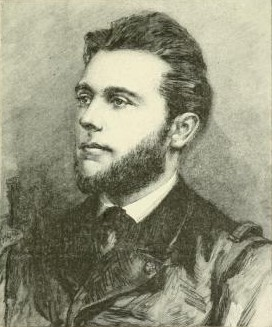
François-Ernest Fournier.

La Chine était opposé aux efforts français pour créer un protectorat sur le Tonkin, ce qui avait amené, dans le cadre de la guerre franco-chinoise, à un conflit armé fin 1883. La défaite des troupes chinoises à Bac Ninh amena l'impératrice Cixi à traiter ; les pourparlers eurent lieu à Tianjin (Tientsin), entre Li Hongzhang, tenant d'un parti chinois modéré pour la Chine, et le capitaine François-Ernest Fournier, commandant du croiseur Volta pour la France.
L'amiral Lespès, commandant l'escadre d'Extrême-Orient avait transmis l'accord du gouvernement le 30 avril qui donnait carte blanche à Fournier.

## Texte de l'accord
Reproduit d'après Billot pages 415 à 417.

« Art. 1. La France s’engage à respecter et à protéger contre toute agression d’une nation quelconque, et en toutes circonstances, les frontières méridionales de la Chine, limitrophes du Tonkin. »

« Art 2. Le Céleste Empire, rassuré par les garanties formelles de bon voisinage qui lui sont données par la France, quant à l’intégrité et à la sécurité des frontières méridionales de la Chine, s’engage : 1re à retirer immédiatement, sur ses frontières les garnisons chinoises du Tonkin ; 2e à respecter dans le présent et dans l’avenir, les traités directement intervenus ou à intervenir entre la France et la Cour de Hué. »

« Art. 3. En reconnaissance de l’attitude conciliante du Gouvernement du Céleste Empire, et pour rendre hommage à la sagesse patriotique de Son Excellence Li-Hong-Chang, négociateur de cette convention, la France renonce à demander une indemnité à la Chine. En retour, la Chine s’engage à admettre, sur toute l’étendue de ses frontières méridionales limitrophes du Tonkin, le libre trafic des marchandises entre l’Annam et la France d’une part, et la Chine de l’autre, réglé par un traité de commerce et de tarifs à intervenir, dans l’esprit le plus conciliant, de la part des négociateurs chinois, et dans des conditions aussi avantageuses que possible pour le commerce français. »

« Art. 4. Le Gouvernement français s’engage à n’employer aucune expression de nature à porter atteinte au prestige du Céleste Empire, dans la rédaction du traité définitif qu’il va contracter avec l’Annam et qui abrogera les traités antérieurs relatifs au Tonkin. »

« Art. 5. Dès que la présente Convention aura été signée, les deux Gouvernements nommeront leurs Plénipotentiaires, qui se réuniront, dans un délai de trois mois, pour élaborer un traité définitif sur les bases fixées par les articles précédents. »

« Conformément aux usages diplomatiques, le texte français fera foi. »

« Fait à Tien-Tsin, le 11 mai 1884, le dix-septième jour de la quatrième lune de la dixième année du Kouang-Sin, en quatre expéditions (deux en langue française et deux en langue chinoise), sur lesquelles les Plénipotentiaires respectifs ont signé et apposé le sceau de leurs armes. »

« Chacun des Plénipotentiaires a gardé un exemplaire de chaque texte. »

« Signé : Ll-HONG-TCHANG. Signé : FOURNIER. »

## Dénouement

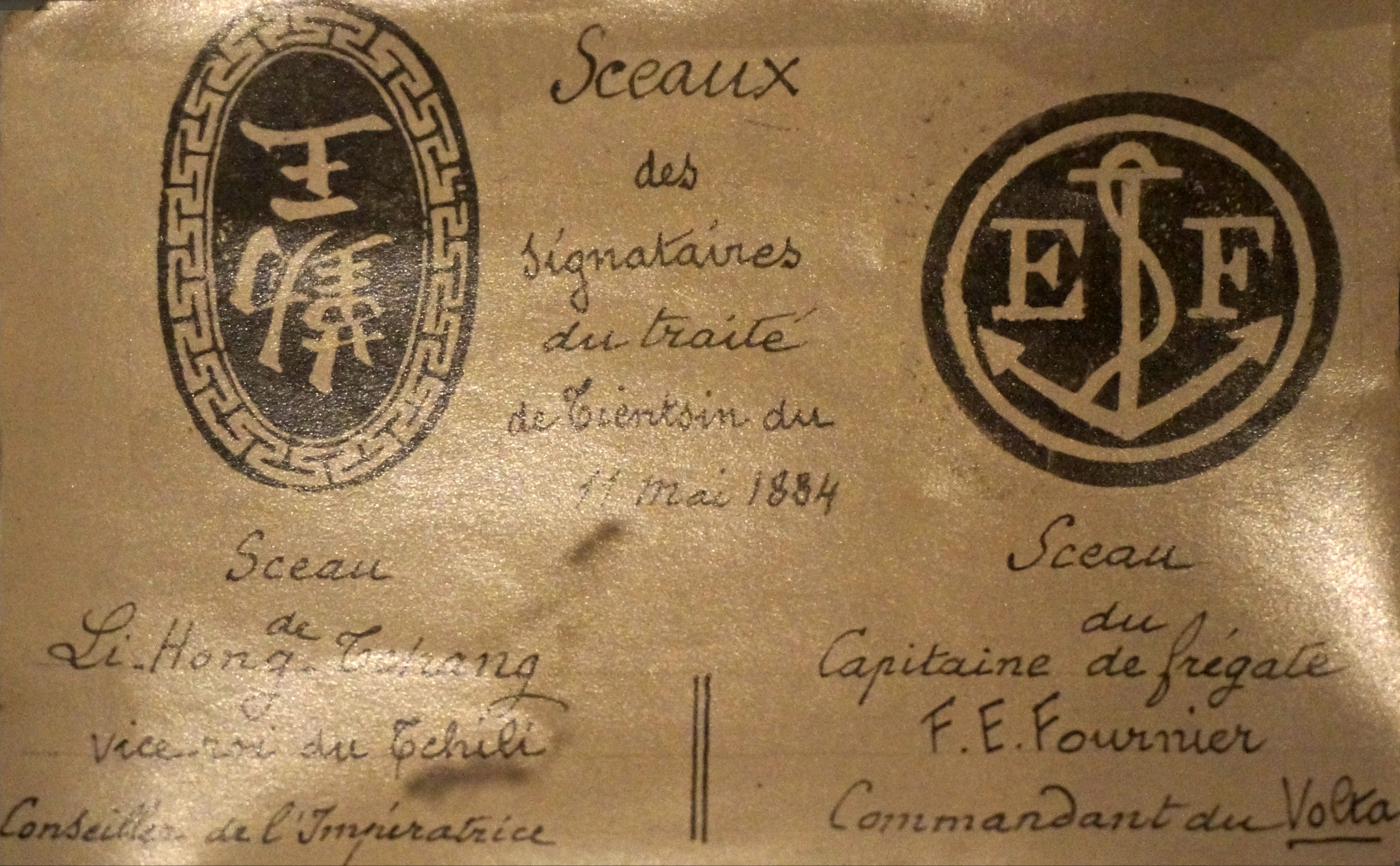
Les sceaux des signataires.

Le 6 juin 1884, en accord avec l'Article IV, la France conclut avec le Viet Nâm le traité de Hué (1884), qui lui accorde un protectorat sur l'Annam et le Tonkin.
Un parti Chinois intransigeant monta le 23 juin 1884 l'embuscade de Bac Le contre une colonne française. Surcroît de tension, le refus de la Chine de payer l'indemnité liée à l’embuscade amena à la guerre le 23 août 1884.
Le traité de Tientsin sera finalement signé le 9 juin 1885, mettant fin à l'affaire du Tonkin.